# Solo una madre
Solo una madre es una telenovela peruana producida por Michelle Alexander para América Televisión en 2017. Basada en una historia original de Víctor Falcón y Eduardo Adrianzén.
Está protagonizada por Andrea Luna y Cindy Díaz junto a André Silva y Juan Carlos Rey de Castro, junto con Liliana Trujillo, Nikko Ponce y la primera actriz Irma Maury en los roles antagónicos.
En los roles principales, cuenta con las actuaciones estelares de: Laly Goyzueta, Macla Yamada, Óscar Carrillo, Elsa Olivero, Malory Vargas, Natalia Torres Vilar, Stefano Salvini, Giovanni Arce, Milett Figueroa y Gonzalo Molina.

## Argumento
Narra la historia de Lucero (Andrea Luna), una humilde y joven madre florista, quien se enamora en la ciudad de Nueva York de un joven llamado Ever (André Silva). Pocas semanas después, ya en Perú, Lucero se da cuenta de su embarazo. Por otro lado, Marjorie (Cindy Díaz) es una joven rica, engreída y soberbia que al igual que Lucero espera un hijo de Felipe (Juan Carlos Rey de Castro), su esposo. Ya meses después, Lucero y Marjorie dan a luz el mismo día y a la misma hora, pero el hijo de Marjorie nace con graves problemas respiratorios y con riesgos de fallecer, al contrario del hijo de Lucero que nace muy sano.
La madre de Marjorie, Vicky (Liliana Trujillo), quien ama más a Arturo que su propia madre, es la primera en enterarse de lo que le pasa a su nieto, ella muy devastada y dolorosa va a la sala de los recién nacidos y le pide a la enfermera que intercambie al hijo de Lucero con el de su hija a cambio de cincuenta mil soles, ya que su hija no sería capaz de soportarlo, después de mucha insistencia la enfermera acepta y los intercambia. Pero el amor de Lucero hacia su hijo (que en realidad no lo es) será tan grande que podrá vencer todas la adversidades. Además, el intercambio de los bebés causará grandes problemas y repercusiones para las dos familias.

## Reparto

### Principales
- Andrea Luna como Lucero López Rosas: Joven florista la cual es humilde y trabajadora. Al final decide darse una oportunidad con Ever y formar una familia con él después de todo lo que pasaron. Finalmente, se la ve feliz junto a Ever y sus dos hijos.
- André Silva como Ever Menacho Sánchez: Conoce a Lucero en EE. UU. y se enamoran, deciden iniciar una vida juntos pero por culpa de las intrigas de Vicky tienen que luchar para ser felices con sus hijos. Finalmente, lo logran retomando su relación y en las escenas finales se los ve juntos con sus dos hijos en el mercado.
- Liliana Trujillo como Doña Victoria «Vicky» Tejada Salazar de Berreta: Mujer autoritaria y vengativa, intercambia al bebé de Lucero con el bebé de su hija. Finalmente, consigue que la declaren loca y termina internada en un hospital psiquiátrico, solo para descubrirse que finge estar loca para no ir a la cárcel jurando vengarse de Lucero, de Ever, de Marjorie y de su esposo Nerón.
- Cindy Díaz como Marjorie Berreta Tejada: Muchacha millonaria, frívola y soberbia, cambia de actitud y se une a Lucero contra las acciones de su madre. Finalmente, sufre la pérdida de su esposo Felipe por culpa de su propia madre. Sin embargo, logra encontra el amor y la felicidad en Boris.
- Juan Carlos Rey de Castro como Felipe Caballero Valle: Esposo de Marjorie y padre del hijo que espera, llega a sentir cosas por Lucero pero no llega a concretar nada con ella. Finalmente, recibe un disparo en el día de su boda por orden de Vicky y fallece en el hospital.
- Óscar Carrillo como Don Nerón Berreta Gaspar: Esposo de Vicky y padre de Marjorie. Finalmente, inicia un acercamiento con Antonia, revelándose al final que se han hecho amigos cercanos y que salen juntos, lo que da a entender que tendrán un romance a futuro. En las escenas finales, se lo ve visitando a Victoria creyendo que ella ya cambio.
- Nico Ponce como Jesús Morán Patiño: Nieto de Perla. Se convierte en cómplice de Vicky. Comete varios crímenes como encubrir el delito del robo de los niños, tener a Vicky escondida en su casa, difamar a Ever y Lucero, matar a una enfermera, secuestrar al hijo de Ever, dispararle a Felipe y secuestrar a Marjorie. Al final, se vuelve loco tras haber asesinado a su abuela y le confiesa a la policía su crimen siendo condenado a 25 años de cárcel.
- Stefano Salvini como Dante Castillo Dulanto: Hijo de Mónica. Finalmente, él regresa con Cindy después de todas las mentiras que Eliza inventó para separarlos. En las escenas finales, se los ve juntos y felices.
- Laly Goyzueta como Silvia Rosas Flores: Tía de Lucero. Finalmente, se va de viaje con Rómulo y su nieto huyendo de la maldad de Vicky y de Perla, yéndose a otro lugar para estar protegidos.
- Elsa Olivero como Antonia Sánchez Fernández Vda. de Menacho: Madre de Ever. Finalmente, inicia un acercamiento con Don Nerón, revelándose al final que se han hecho amigos cercarnos y que salen juntos, lo que deja entrever que tendrán un romance a futuro.
- Natalia Torres Vilar como Mónica Dulanto Ramírez de Castillo: Madre de Giancarlo y Dante. Finalmente, se despide de Giancarlo quien viajará con Marjorie para poner la denuncia en contra de su padre por intento de abuso.
- Gonzalo Molina como Giancarlo Marzano Lorenzetti «Brayan»: Interés amoroso de Selena. Finalmente, adopta a los tres niños y se va a vivir con ellos y con Selena formando una familia feliz.
- Giovanni Arce como Boris Castillo Dulanto: Hijo de Mónica. Finalmente, se va de viaje con Marjorie despidiéndose de su familia para poner el proceso de denuncia en contra de su padre por intento de abuso cuando era niño.
- Sylvia Majo como Rosenda Quesada: Amiga de Lucero.
- Sebastian Monteghirfo como Rómulo de los Heros Gracia: Interés amoroso de Silvia. Finalmente, se va con ella para protegerse de las maldades de Vicky y Perla.
- Macla Yamada como Denisse López Rosas: Hermana de Lucero. Finalmente, se arrepiente de todo lo malo que ha hecho y le pide perdón a su hermana por haber sido muy mala y ambiciosa. Ella la perdona a cambio de que trabaje en la florería.
- Malory Vargas como Cindy Menacho Sánchez: Hermana de Ever. Finalmente, retoma su relación con Dante, después de que Elisa hace de todo para separarlos. En las escenas finales se los ve juntos y muy felices.
- Milett Figueroa como Selena Patiño Gutiérrez: Sobrina de Perla. Finalmente, ella adopta a los niños huérfanos como sus hijos y forma una familia con Brayan.
- Rony Shapiama como Francesco Lucas Marzano Patiño: Niño huérfano. Finalmente, es adoptado por Selena y Brayan.
- Irma Maury como Doña Perla Patiño Tapia Vda. de la Torre: Abuela de Jesús y tía de Selena. Finalmente, muere asesinada por su propio nieto Jesús, porque ambos tienen una fuerte pelea, ella lo insulta y le dice cosas hirientes lo que provoca la ira de Jesús quien la empuja mortalmente, ella cae al piso golpeándose la columna vertebral y la cabeza lo que ocasiona su muerte. Jesús decide echarle la culpa a otra persona para limpiarse de su crimen pero al final lo descubren y él confiesa toda la verdad al afirmar que mató a su abuela.
- David Carrillo como Jerónimo López: Padre de Lucero y Denisse. Aparece en los primeros episodios, abandona a su esposa y a sus hijas para irse con otra mujer. Reaparece en la historia estando moribundo y pidiéndole perdón por todo a su hija mayor diciéndole que le dejará un poco de dinero aunque su pareja le dice que no lo haga afirmando que él no tiene nada de dinero. Sin embargo, todo ello es una mentira de Raquel, quien no quería que le diera nada. Finalmente, muere producto de su enfermedad.
- Patricia de la Fuente como Raquel Salas: Aparece como la esposa de Jerónimo y la madrastra de Lucero y Denisse, odia a su hijastra Lucero, quien es la hija de la primera esposa de su esposo. En el pasado, ella se mete con Jerónimo destruyendo su relación y su familia. Tras el reencuentro de Lucero y Jerónimo, no quiere que Lucero y Denisse tengan nada de la herencia de Jerónimo, ya que lo quiere todo para ella sola.
- Norka Ramírez como Teresa Mora Domínguez: Enfermera que intercambia los bebés de Lucero y Marjorie, tras haber sido sobornada por Vicky. Finalmente, muere en un forcejeo de pistola recibiendo un disparo a manos de Willy, quien arroja su cuerpo al mar.
- Kukuli Morante como Azucena Rosas Flores: Florista, hermana mayor de Silvia, madre de Lucero y Denisse, abuela de Miguelito y esposa de Jerónimo con quien tiene dos hijas. En el pasado, su esposo la engaña con otra mujer y las abandona a ella y sus hijas, él se va con su amante por lo que ella nunca lo perdona. Además le tiene odio a la amante de su esposo ya que se mete en su matrimonio y ocasiona que sus hijas crezcan sin padre. En la actualidad, se menciona que está muerta.

### Recurrentes e invitados especiales
- Roberto Ruiz como Tomás Menacho Velandez: Padre de Ever. Al final, se arrepiente de todo debido a que fue muy malo maltratando a su esposa, no fue un buen padre con sus hijos y fue capaz de secuestrar a su propio nieto. Además, le pide disculpas a su esposa y a sus hijos, y finalmente muere.
- Yaco Eskenazi como Francesco Camacho Marzano: Primo de Brayan. Finalmente, se descubre que es gay cuando aparece su enamorado.
- Christian Domínguez como Camilo: Enamorado de Francesco. Es presentado como su enamorado ante la mirada atónita de todos.
- Carmela Tamayo como Comandante Jenny Orosco Barco: Encargada de la comisaría de la zona.
- Maríagracia Mora como Dora Marzano Patiño: Niña huérfana. Finalmente, es adoptada por Selena y Brayan como su hija.
- Fabián Calle como Francesco Jorge Marzano Patiño: Niño huérfano. Finalmente, es adoptado por Selena y Brayan.
- Cielo Torres como Kiara.
- Cécica Bernasconi como Aída Marzano Lorenzetti Vda. de Camacho.
- Pher Vásquez como Willy «el Tiburón» Mendoza: Cómplice de Vicky. Finalmente, es asesinado a manos de la policía tras huir antes de confesar su cercanía y alianza con Vicky.
- Silvia Bardalez como Fanny: Presidiaria que acompañó y protegió a Lucero durante su estadía en la cárcel. Finalmente, sale de prisión y se la ve trabajando en el mercado de florería ayudando a Lucero.
- Mónica Rossi como Elisa: Interés amoroso de Dante. Luego de que son descubiertas todas sus mentiras y todo lo que le causó a Dante, Cindy y a su familia, es descubierta por Cindy y Dante descaradamente frente a su nuevo enamorado. Finalmente, desparece de la vida de ambos.
- Ana María Jordán como Madelaine: Testigo que confiesa la muerte Teresa.
- Trilce Cavero como Josefina Barraza Terrones: Exfiscal corrupta.

## Temporadas
| Temporada | Temporada | Episodios | Episodios | Emisión original    | Emisión original   |
| Temporada | Temporada | Episodios | Episodios | Primera emisión     | Última emisión     |
| --------- | --------- | --------- | --------- | ------------------- | ------------------ |
|           | 1         | 90        | 90        | 30 de enero de 2017 | 5 de junio de 2017 |

## Banda sonora
- «Parte de mi» – Rommy Marcovich
- «Vete» – Milett Figueroa
- «Destino» – Alicia Robertson
- «Libre» – Kathy K
- «Quiero ser» – 4ME
- «No te perdonaré» – Micheille Soifer
- «Y de pronto tú y yo» – Yahaira Plasencia
- «Perdón de corazón» – William Luna